# Giải Locus cho tiểu thuyết ngắn hay nhất
Giải Locus cho tiểu thuyết ngắn hay nhất (tiếng Anh: Locus Award for Best Novelette) là một trong loạt giải Locus do tạp chí Locus thiết lập năm 1975, dành cho các tiểu thuyết ngắn (novelette) hay nhất. Những tác phẩm được bầu chọn phải được xuất bản trong nam trước đó.

## Những tác phẩm đoạt giải
Dưới đây là danh sách các tác phẩm đoạt giải:
| Năm  | Tác phẩm                                                                                | Tác giả               |
| ---- | --------------------------------------------------------------------------------------- | --------------------- |
| 1975 | "Adrift Just Off the Islets of Langerhans: Latitude 38° 54' N, Longitude 77° 00' 13" W" | Harlan Ellison        |
| 1976 | "The New Atlantis"                                                                      | Ursula K. Le Guin     |
| 1977 | "The Bicentennial Man"                                                                  | Isaac Asimov          |
| 1978 | No award given                                                                          |                       |
| 1979 | "The Barbie Murders"                                                                    | John Varley           |
| 1980 | "Sandkings"                                                                             | George R. R. Martin   |
| 1981 | "The Brave Little Toaster"                                                              | Thomas M. Disch       |
| 1982 | "Guardians"                                                                             | George R. R. Martin   |
| 1983 | "Djinn, No Chaser"                                                                      | Harlan Ellison        |
| 1984 | "The Monkey Treatment"                                                                  | George R. R. Martin   |
| 1985 | "Bloodchild"                                                                            | Octavia Butler        |
| 1986 | "Paladin of the Lost Hour"                                                              | Harlan Ellison        |
| 1987 | "Thor Meets Captain America"                                                            | David Brin            |
| 1988 | "Rachel in Love"                                                                        | Pat Murphy            |
| 1989 | "The Function of Dream Sleep"                                                           | Harlan Ellison        |
| 1990 | "Dogwalker"                                                                             | Orson Scott Card      |
| 1991 | "Entropy's Bed at Midnight"                                                             | Dan Simmons           |
| 1992 | "All Dracula's Children"                                                                | Dan Simmons           |
| 1993 | "Danny Goes to Mars"                                                                    | Pamela Sargent        |
| 1994 | "Death in Bangkok"                                                                      | Dan Simmons           |
| 1995 | "The Martian Child"                                                                     | David Gerrold         |
| 1996 | "When the Old Gods Die"                                                                 | Mike Resnick          |
| 1997 | "Mountain Ways"                                                                         | Ursula K. Le Guin     |
| 1998 | "Newsletter"                                                                            | Connie Willis         |
| 1999 | "The Planck Drive" (đồng hạng)                                                          | Greg Egan             |
| 1999 | "Taklamakan" (đồng hạng)                                                                | Bruce Sterling        |
| 2000 | "Huddle" (đồng hạng)                                                                    | Stephen Baxter        |
| 2000 | "Border Guards" (đồng hạng)                                                             | Greg Egan             |
| 2001 | "The Birthday of the World"                                                             | Ursula K. Le Guin     |
| 2002 | "Hell is the Absence of God"                                                            | Ted Chiang            |
| 2003 | "The Wild Girls"                                                                        | Ursula K. Le Guin     |
| 2004 | "A Study in Emerald"                                                                    | Neil Gaiman           |
| 2005 | "The Faery Handbag" (đồng hạng)                                                         | Kelly Link            |
| 2005 | "Reports of Certain Events in London" (đồng hạng)                                       | China Mieville        |
| 2006 | "I, Robot"                                                                              | Cory Doctorow         |
| 2007 | "When Sysadmins Ruled the Earth"                                                        | Cory Doctorow         |
| 2008 | "The Witch's Headstone"                                                                 | Neil Gaiman           |
| 2009 | "Pump Six"                                                                              | Paolo Bacigalupi      |
| 2010 | "By Moonlight"                                                                          | Peter S. Beagle       |
| 2011 | "The Truth Is a Cave in the Black Mountains"                                            | Neil Gaiman           |
| 2012 | "White Lines on a Green Field"                                                          | Catherynne M. Valente |
| 2013 | "The Girl-Thing Who Went Out for Sushi"                                                 | Pat Cadigan           |